# 대성동초등학교

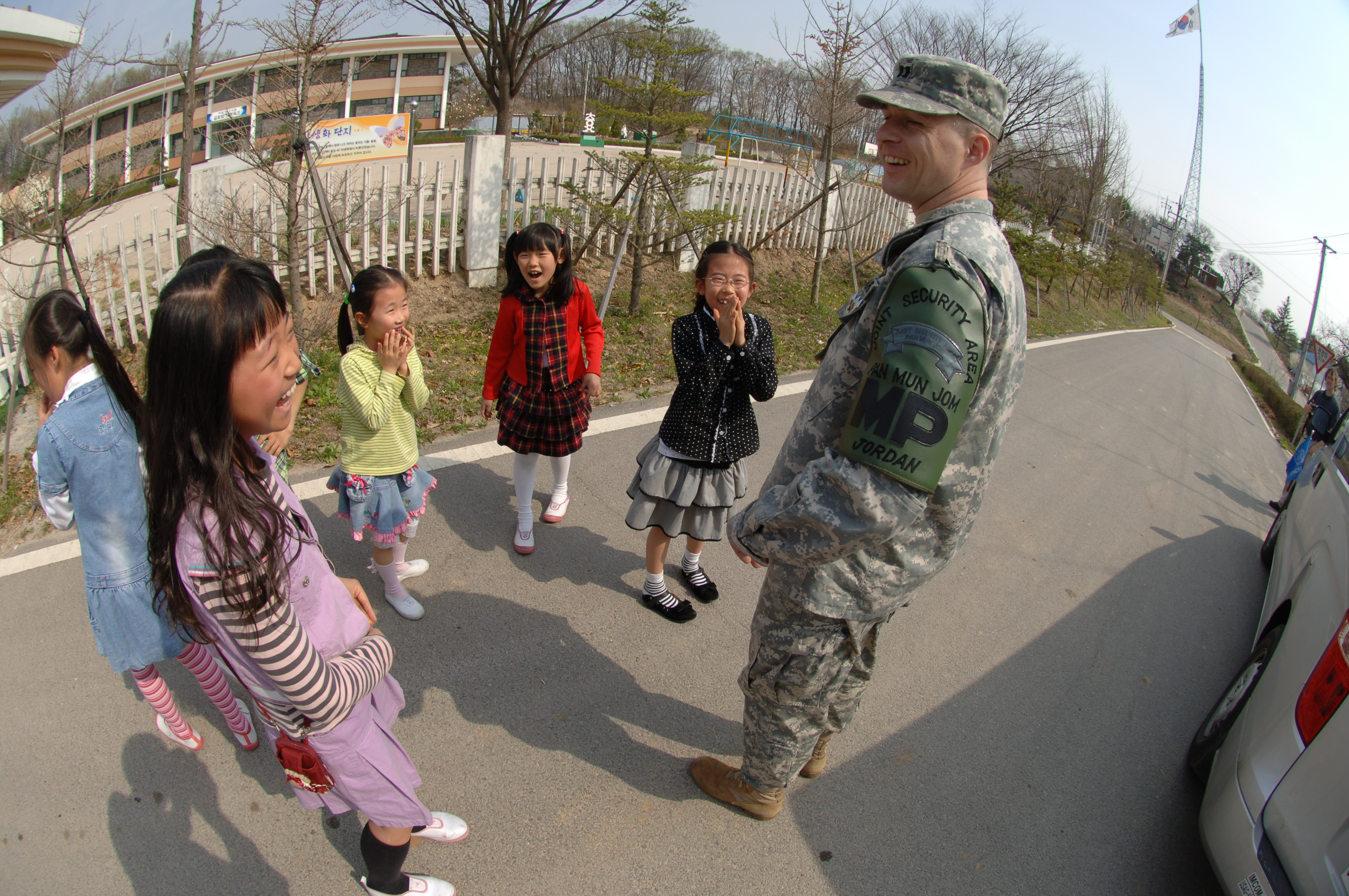
대성동초등학교 앞에서 학생들과 대화를 나누는 미군 병사.

대성동초등학교(臺姓洞初等學校)는 대한민국 경기도 파주시 군내면 한반도 비무장 지대 내에 있는 공립 초등학교이다.

## 학교 연혁
- 1954년 2월 1일 22명을 주민 자치로 운영
- 1968년 5월 8일 대성동국민학교로 인가, 3학급 개교
- 1986년 3월 1일 6학급 편성인가
- 1996년 3월 1일 대성동초등학교로 교명 변경
- 2006년 9월 1일 파주시 공동학구로 설정
- 2007년 8월 21일 대성동초등학교병설유치원 폐원
- 2008년 3월 1일 외부학생 전입(12명)으로 6학급 편성(18명)
- 2008년 11월 19일 유엔 군정위와 양해각서 체결(전교생 30명)
- 2011년 3월 1일 대성동초등학교 병설유치원 재개원(4명)
- 2014년 11월 26일 DMZ스마트교실 및 영어체험실 개관
- 2015년 2월 13일 제46회 졸업식(4명 졸업, 누계 183명)
- 2015년 3월 1일 6학급 편성(30명)

## 같이 보기
- 자유의 마을
- 군사정전위원회
- 중립국 감독위원회 (NNSC)
- 비무장지대 (DMZ)
- 군내초등학교

## 참고 자료
- 대성동초등학교 - 한국교육학술정보원 학교알리미